# بريما كوروما
بريما كوروما (بالإنجليزية: Brima Koroma)‏ هو لاعب كرة قدم سيراليوني في مركز الهجوم، ولد في 8 يوليو 1984 في ماكيني في سيراليون. شارك مع منتخب سيراليون لكرة القدم. أما مع النوادي، فقد لعب مع أيل ليماسول وبوتافوغو ريغاتاس وبي36 توشهافن ونادي كالمار.

## وصلات خارجية
- بريما كوروما على موقع قاعدة بيانات كرة القدم.إي يو (الإنجليزية)
- بريما كوروما على موقع ناشيونال فوتبول تيمز (الإنجليزية)
- بريما كوروما على موقع Soccerway.com (الإنجليزية)
- بريما كوروما على موقع عالم كرة القدم.نت (الإنجليزية)